# Белый Георгий (организация)
Национальный союз «Белый Георгий» (груз. ეროვნული ერთობის დარაზმულობა "თეთრი გიორგი") — грузинская национальная политическая, антисоветская организация, объединявшая грузинских политических деятелей за рубежом. «Белый Георгий» функционировал в 1924—1954 годах. Название союза происходит от культа Белого Георгия, одной из грузинских идентичностей святого Георгия, чей конный образ использовался в национальной геральдике в до- и постсоветской Грузии.
Политическая организация «Белый Георгий» была создана в 1925 году грузинскими эмигрантами во Франции, покинувшими родину после её насильственной советизации в 1921 году. Эту организацию, временами склонявшуюся к правому национализму, возглавляли генерал Лев Кересселидзе, ветеран Первой мировой войны, и профессор Михаил (Михако) Церетели, занимавшийся историей Кавказа и Ближнего Востока. Среди других известных её членов были генерал Шалва Маглакелидзе и такие интеллектуалы, как Александр Манвелишвили, Григол Робакидзе, Виктор Нозадзе и Калистрат Салия. «Белый Георгий» стремился заручиться европейской поддержкой дела независимости Грузии. Во время Второй мировой войны организация находилась под немецким покровительством. В 1942 году в неё влилась грузинская Национал-социалистическая группа во главе с Георгием Магалашвили, и организация была переименована в Грузинскую национал-социалистическую партию Белый Георгий. Руководствуясь практическими соображениями при сотрудничестве с Вермахтом, партия одновременно не разделяла идеологию немецкой Национал-социалистической партии. Её лидер, профессор Церетели, решительно выступал против принятия устава партии в эмиграции, призывая учитывать местные кавказские особенности при начале деятельности партии в освобождённой от советской власти Грузии. С поражением Германии в войне грузинская эмигрантская активность пошла на убыль, в том числе и «Белого Георгия», который фактически канул в небытие.
Под влиянием этой организации в Советской Грузии в разное время были сформированы три одноимённые подпольные группы: одна — во главе с адвокатом Евгением Гваладзе действовала в 1926—1937 годах; вторая — во главе с Александром Чавчавадзе (полковником Грузинской национальной армии в 1918—1921 годах) была активна в 1928—1930 годах. К третьей группе, функционировавшей в 1940-е годы, относился и впоследствии ставший известным писателем Чабуа Амиреджиби. Лидеры этих групп были быстро нейтрализованы, а их члены репрессированы советскими силовыми органами.